# サンチョ4世 (カスティーリャ王)

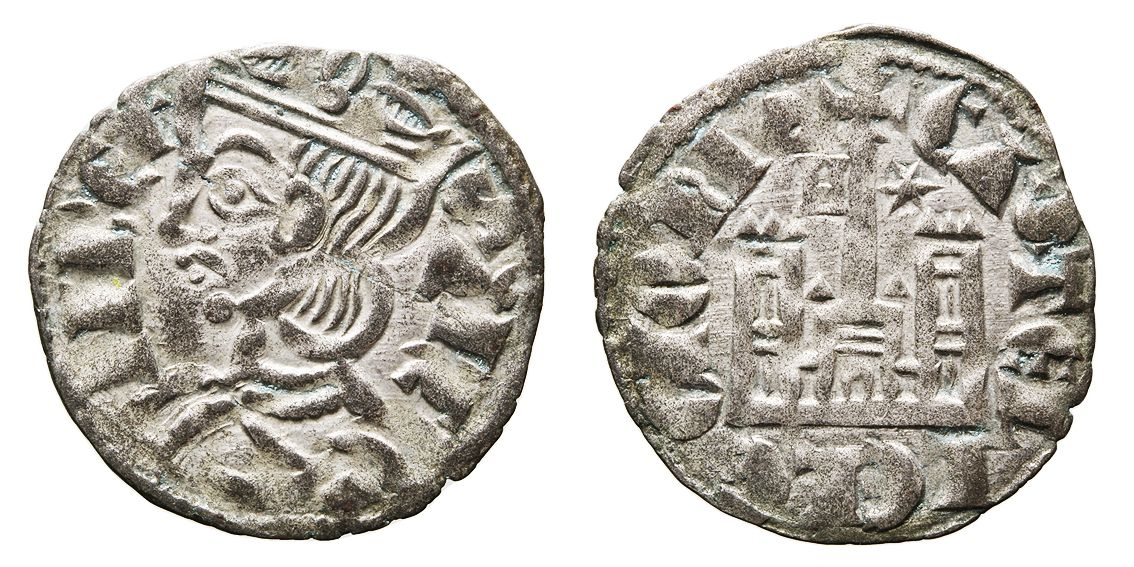
サンチョ4世時代のコイン

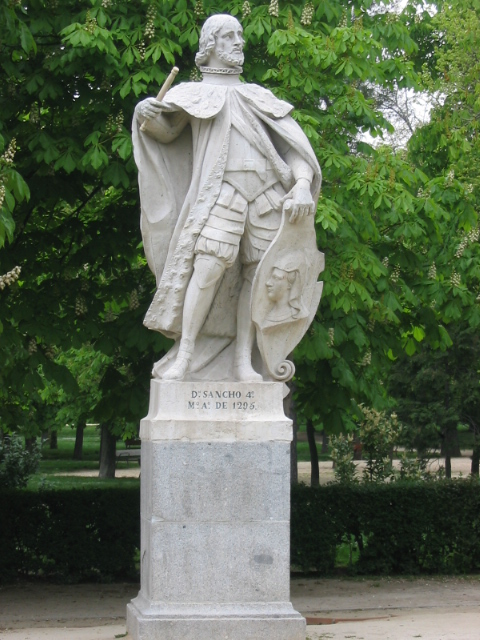
サンチョ4世像

サンチョ4世（スペイン語：Sancho IV, 1258年5月12日 - 1295年4月25日）は、カスティーリャ王国の国王（在位：1282年 - 1295年）。「勇敢王」（el Bravo）と呼ばれる。アルフォンソ10世と王妃でアラゴン王ハイメ1世の娘ビオランテ・デ・アラゴンの次男。フェルナンド・デ・ラ・セルダの弟。

## 生涯
バリャドリッドで誕生。1269年にブルゴスで挙行された兄の王太子フェルナンド・デ・ラ・セルダとフランス王ルイ9世の娘ブランシュの結婚式に出席、父から騎士に叙品された。
父がカスティーリャを留守にしがちなためイスラム教勢力が侵略を企て、アフリカのマリーン朝アミール・アブー・ユースフ・ヤアクーブがナスル朝のグラナダ王ムハンマド2世と協力して1275年にスペインへ上陸した。兄は父に代わりカスティーリャを防衛しようとしたが7月に死去、急遽指揮を執ったサンチョがセビリアへ向かい、翌1276年までヤアクーブがアフリカに引き返すまで徹底抗戦した。兄の急死とこの戦いで活躍したサンチョがやがてカスティーリャに内乱をもたらすことになる。
兄の死後、遺児で甥アルフォンソ、フェルナンド兄弟が王位継承者に挙がると、1282年に父と対立し、この争いに勝利して父を廃して自ら国王として即位する。これに対して父は宿敵であるヤアクーブと連合して反抗してきたが、サンチョ4世はこれを撃破して父をセビリアに幽閉した。そして1284年に父が死去し、甥達も退け名実共に国王となった。この間、ヤアクーブが何度か再上陸してスペイン南部を略奪して回ったが、既にカスティーリャはサンチョ4世の下で纏まり分裂する恐れは無くなった。
1282年に大叔父モリナ公アルフォンソ（レオン王アルフォンソ9世王子）の娘で従叔母に当たるマリア・デ・モリナと結婚した。しかし両者が血縁のためローマ教皇から許可を取れず、フランス王フィリップ4世を仲介者として許可を取ろうとして失敗、使者としてフランスへ派遣されたバリャドリッド修道院長ゴメスは責任を取らされ投獄されている。
マリーン朝の上陸を防ぐため、1291年にサンチョ4世は遠征を行い、グラナダ王ムハンマド2世の援助を受け取り翌1292年にタリファ（アンダルシア州）をマリーン朝から奪い、おじのドン・ペドロを捕らえた。戦後タリファをムハンマド2世に与える約束を破り自ら領有したため、グラナダとマリーン朝が再び手を結んでタリファを包囲したが、守備隊長アロンソ・ペレス・デ・グスマン（メディナ＝シドニア公家の先祖）が包囲を耐え抜きカスティーリャ領に留まったことで、マリーン朝の上陸地はアルヘシラスとジブラルタルだけになった。1293年、アルカラ・デ・エナーレスにマドリード・コンプルテンセ大学の原型となる学術機関を創設した。
1295年、トレドで36歳で死去。直前に王妃マリアをまだ9歳だった息子フェルナンド4世の摂政に任じた。

## 子女
王妃マリア・デ・モリナとの間に、以下の子女をもうけた。
- イサベル（1283年 - 1328年） - アラゴン王ハイメ2世妃、後に離婚。ブルターニュ公ジャン3世と再婚。
- フェルナンド4世（1285年 - 1312年） - カスティーリャ王（1295年 - 1312年）
- ペドロ（1290年 - 1319年） - アルフォンソ11世の摂政、アラゴン王ハイメ2世の娘マリアと結婚。
- フェリペ（1292年 - 1327年）
- ベアトリス（1293年 - 1359年） - ポルトガル王アフォンソ4世妃